# Voïvode
Ne doit pas être confondu avec Le Voïévode.

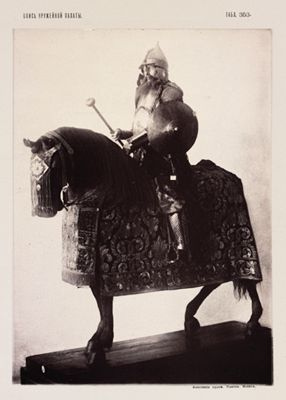
Voïvode moscovite du XVIIe siècle à cheval, tous les deux en armure.

Le voïvode est, à l'origine, le commandant d’une région militaire, puis un titre de noblesse dans les pays slaves et roumains.

## Graphie
Aujourd'hui, la graphie la plus communément utilisée en français est voïvode, mais on rencontre encore parfois les formes voïévode, woïwode ou voévode. Ces variantes tiennent essentiellement au fait que le terme a été traduit à partir de différentes langues.
À titre d'exemple, sont données ci-après quelques-unes des formes prises par ce terme dans la langue d'origine :
- forme polonaise : wojewoda
- forme serbo-croate : војвода/vojvoda
- forme russe : воевода/voïevoda
- forme bulgare : войвода/voïvoda
- forme roumaine : voievod/voevod/vodă
- forme hongroise : vajda

## Définition
De même que sa graphie, le sens du mot diffère selon les époques et les pays.

### Usage contemporain
En Pologne, le voïvode est de nos jours le représentant du gouvernement central dans une voïvodie.

### Usages historiques
Les voïvodes avaient mandat pour gouverner, présider l'assemblée (diète ou divan), faire appliquer les lois, envoyer des ambassadeurs, lever les impôts, lever des troupes ou affréter des flottes pour le compte du souverain qu'ils représentaient (Pologne, Transylvanie, Moldavie, Valachie, Serbie, Monténégro).
Le terme d’origine latine correspondant est duc (du latin ducere, conduire). Le terme d'origine germanique correspondant est Herzog (même signification)[réf. nécessaire].
En pays slave, le territoire sur lequel l’autorité d’un voïvode était reconnue s’appelait la voïvodie, que l'on peut traduire en français par marche ou palatinat (en fait une région militaire) ; en pays roumain, c'est un voévodat ou voiévodat, que l'on traduit en français par principauté[réf. nécessaire].

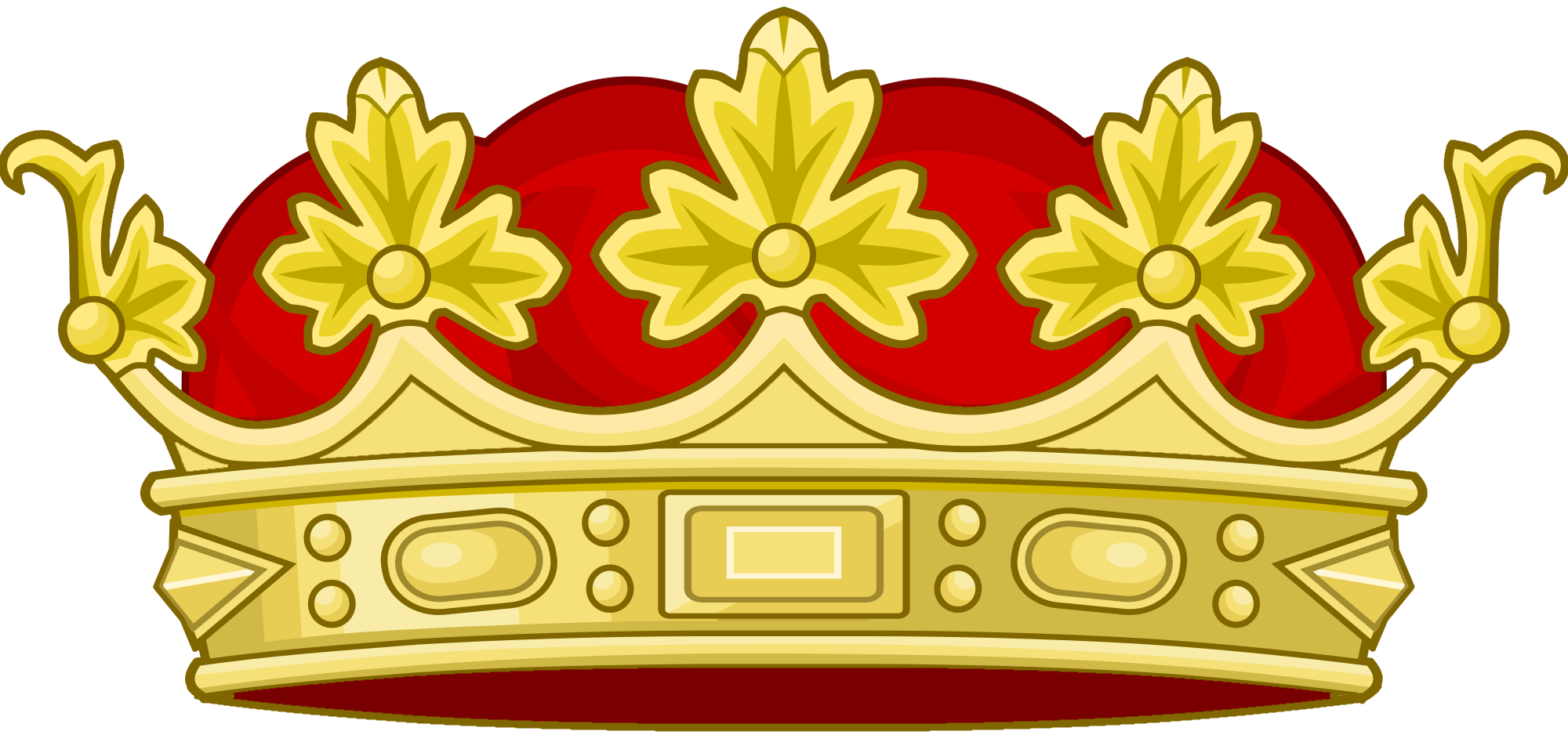
Couronne de Voïvode

- Couronne de VoïvodeEn Serbie, voïvode (en serbe cyrillique војвода, serbe latin vojvoda) était dès le Moyen Âge le grade militaire le plus élevé, correspondant à celui de maréchal. La région serbe de Voïvodine tire d'ailleurs son nom des voïvodes qui y ont été nommés pendant les quatre siècles de guerre contre les Turcs ottomans. Dans ce pays, le Grand Voïvode était désigné par ses pairs (d’autres voïvodes) comme leur chef. Le titre de voïvode devient un titre héréditaire, comme le titre de duc l'est devenu[réf. nécessaire].

- Dans les pays roumanophones, c'est le prince ou le grand-duc, le souverain d'une principauté (en roumain voievod, abrégé vodă, parfois nommé aussi hospodar). Un voievod (en pays roumain) est un noble de rang princier. Entre 1930 et 1940, le titre de grand-voïvode d'Alba Iulia désigne par ailleurs l'héritier du trône[réf. nécessaire].

- En Transylvanie, il s'agissait du représentant du roi de Hongrie[1] (erdélyi vajda).

- En Pologne, il s'agissait du gouverneur d'une province, le terme désignant la fonction occupée, sans conférer un titre de noblesse ou un grade militaire particulier[1] .